# Datar Balam
Datar Balam is een bestuurslaag in het regentschap Lahat van de provincie Zuid-Sumatra, Indonesië. Datar Balam telt 776 inwoners (volkstelling 2010).